# 親仏
親仏（しんふつ、英語: Francophile、フランス語: Francophilie）とはフランスまたはフランス文化に対して好感を持っていることである。

## 概要
親仏とは、国家としてのフランスをはじめ、フランス語やフランス文化、フランスの歴史が好きなことである。
個人が親仏家のこともあるし、国家が親仏であることもある。

## 親仏的な個人
フランスは海外にもよく知られた独特の文化を持っており、個人が親仏となる理由をいくつか挙げると、
- 一連のフランス革命の流れにより、専制政治を打ち倒し、1789年に人間と市民の権利の宣言などを行った歴史的経緯
- フランスの首都パリは、芸術の都として知られ、ルーヴル美術館やオペラ座と言った世界的に見ても有名なスポットがあること
- シャンソンをはじめとするフランスの音楽に興味がある
- フランスへ政府の奨学金で留学して、自分の専門だけでなくフランス文化全般に接して好きになった。
- フランス系企業で、あるいはフランス支社で働き、フランス文化に触れて好きになった。
- フランス料理が好きである
- 自分または先祖がフランスからの移民である、またはフランスの姓を持っている。

ただし、フランスは歴史的に北部が南部を抑圧してきたし（アルビジョア十字軍とフェリブリージュを参照）、フランス革命はある時点で行き過ぎたし（テルミドールのクーデターを参照）、フランス文化のすべてが好感されることはなく、フランス嫌い（英語: Francophobia）もいる。

## 国際的な組織
フランス政府はフランス語とフランス文化を紹介する施設「アリアンスフランセーズ」のフランス国内外への展開を補助している。 また、フランス語圏の国々を中心にフランコフォニー国際機関を組織して毎年大会を開催している。

## 親仏諸国
国民ないし国家が親仏的な場合もある。かつてフランスの植民地だった国々は、独立前もフェリックス・ウフェ＝ボワニの例を見るようにフランス領西アフリカからフランス本国に大臣を輩出した例も見られたが、独立後もフランスと密接な関係を保っている国々も多かった。そのため、フランス語の使用、高等教育をフランスに頼るといった理由で、親仏的な国々も多い。

### アルジェリア
アルジェリアはフランスの植民地だったので、その時点では親仏であったかも知れない。しかしアルジェリア戦争を経て独立し、その後急速にアラビア語化が進み、現在は親仏的とは必ずしも言えない。

### 日本
世界的に見ても、日本は親仏の人たちが多い国とも言われる。これはフランス人に知日の人たち、親日の人達が多い裏返しかもしれない。

### ベトナム
ベトナムは1945年にフランスの植民地から独立し、主にアメリカとの間でベトナム戦争を戦った。長い冷却期間を経た2000年には、アメリカとの通商関係も修復に向かいアメリカ文化の影響も大きく受けているが、フランスパンなどの食生活、宗教（カトリック）などにフランスの植民地時代の影響が色濃く残っていて、一般に親仏的な人も多い。

## アフリカでの親仏

### フランス語圏とCFAフラン
フランスはアフリカでの影響力を「アフリカの年」以後も発揮している。例えばCFAフランを導入してアフリカの最貧国に通貨を「提供」している他、近年では西アフリカにおけるイスラム過激派の武装対策にフランス軍が駐屯されている。しかしながら2020年に起こったマリの軍事クーデターを皮切りに、マリの周辺諸国が次々とクーデターによって軍事政権に移行。移行した国々は「反フランス」の立場を鮮明に掲げた（ブルキナファソのイブラヒム・トラオレ、ギニアのママディ・ドゥンブヤ、ニジェールのアブドゥラハマネ・チアニ）。また、これらのクーデターにはロシアのプーチン政権も深く関わっており、特にトラオレ大統領はロシアとの更なる関係強化の姿勢を見せている。そしてこういったクーデターは、親欧米の姿勢を一貫して崩していないギニア湾に面する国々にも飛び火する可能性があり、ECOWASの盟主的存在でもあるナイジェリアはニジェールへの電力供給をストップ。同時にチアニ政権を批判し、早期の民政移管を訴えた。

### 冷戦期の親仏政権
中央アフリカ共和国（帝国）：ジャン＝ベデル・ボカサ（ナポレオンを範に取った戴冠式を行い、また財政支援をフランスから受け取っていた）。
ガボン：オマール・ボンゴ（1967年に大統領になってから、亡くなるまでパリの歴代政権と非常に近かった「隅々まで親仏的」とエコノミスト誌に書かれた）。
コートジボワール：フェリックス・ウフェ＝ボワニ（政権時はフランスと緊密な関係を維持し、フランスと旧アフリカ植民地との間の「特別な関係」を表すために「フランサアフリカ」という用語を作った張本人である）。

## 参照項目
- 親日
- フランコフォニー国際機関
- パリ症候群